# Trichogramma cultellus
Trichogramma cultellus är en stekelart som beskrevs av Jose, Hirose och Masaji Honda 2005. Trichogramma cultellus ingår i släktet Trichogramma och familjen hårstrimsteklar. Inga underarter finns listade i Catalogue of Life.